# Eudistoma etiennae
Eudistoma etiennae is een zakpijpensoort uit de familie van de Polycitoridae. De wetenschappelijke naam van de soort is voor het eerst geldig gepubliceerd in 2007 door Monniot F..